# كاني رش (سردشت)
كاني رش هي قرية في مقاطعة سردشت، إيران. يقدر عدد سكانها بـ 154 نسمة بحسب إحصاء 2016.